# Manuel Kantakuzen
Manuel Kantakuzen (ur. 25 października 1329, zm. 10 kwietnia 1380) – despota Morei od 1348 do 10 kwietnia 1380 roku. 

## Życiorys
Drugi syn bizantyjskiego cesarza Jana VI i Ireny Asen. 
Pomimo abdykacji ojca w 1354 zdołał utrzymać władzę niezależną od Konstantynopola w Morei na Peloponezie.  